# Newry City FC
Newry City Football Club byl severoirský fotbalový klub sídlící ve městě Newry. Klub byl založen v roce 1923 jako Newry Town. Klub zanikl v roce 2012 díky nezaplacení dluhu 25 050 £ svému bývalému hráči Gerry Flynnovi.

## Získané trofeje
- County Antrim Shield ( 1x )
  - 1987/88
- Mid-Ulster Cup ( 14x )
  - 1936/37, 1956/57, 1963/64, 1966/67, 1968/69, 1974/75, 1977/78, 1978/79, 1984/85, 1986/87, 1989/90, 1999/00, 2006/07, 2011/12

## Umístění v jednotlivých sezonách
| Sezóny  | Liga                 | Úroveň | Z  | V  | R  | P  | VG | OG | +/- | B  | Pozice |
| ------- | -------------------- | ------ | -- | -- | -- | -- | -- | -- | --- | -- | ------ |
| 2007/08 | Irish Premier League | 1      | 30 | 13 | 4  | 13 | 45 | 52 | -7  | 43 | 8.     |
| 2008/09 | IFA Premiership      | 1      | 38 | 11 | 11 | 16 | 47 | 57 | -10 | 44 | 8.     |
| 2009/10 | IFA Premiership      | 1      | 38 | 10 | 12 | 16 | 38 | 63 | -25 | 42 | 9.     |
| 2010/11 | IFA Premiership      | 1      | 38 | 6  | 8  | 24 | 37 | 65 | -28 | 26 | 12.    |
| 2011/12 | IFA Championship 1   | 2      | 26 | 15 | 6  | 5  | 51 | 22 | +29 | 51 | 2.     |